# Bergkarakara
Der Bergkarakara (Daptrius megalopterus, Synonym Phalcoboenus megalopterus) ist eine zur Familie der Falkenartigen (Falconidae) zählende neotropische Vogelart. Der auffällig schwarz-weiß gefärbte, deutlich über-bussardgroße Vogel ist in seinem Hochgebirgslebensraum kaum zu verwechseln. Der Lebensraum dieser Art folgt dem Andenhauptkamm vom südlichsten Ecuador südwärts bis etwas über die Höhe von Santiago de Chile hinaus. Der Bergkarakara ist ein Hochgebirgsvogel, dessen Verbreitungsschwerpunkte oberhalb der Baumgrenze in über 3000 Meter liegen und bis etwa 5000 Meter reichen. Futterflüge führen ihn aber auch in tiefer gelegene Gegenden, gelegentlich ist er sogar an der Pazifikküste zu beobachten. Bergkarakaras sind meist einzeln oder in Paaren anzutreffen; als Nahrungsgeneralisten haben sie ein äußerst breites Nahrungsspektrum. Sie verschmähen auch menschliche Abfälle nicht, sodass es in touristischen Ballungszentren, wie etwa Machu Picchu, oder auf Mülldeponien zu großen Ansammlungen dieser Vögel kommen kann.
D. megalopterus wurde 1834 von Franz Julius Ferdinand Meyen als Aquila megaloptera erstbeschrieben. Die monotypische Art ist sehr nahe mit den übrigen Vertretern dieser Gattung verwandt. Mit Daptrius albogularis kommt es im südlichsten Teil des Verbreitungsgebietes wahrscheinlich zu Mischbruten, mit Daptrius carunculatus in Ecuador möglicherweise ebenfalls. Die neue Gattungsbezeichnung Daptrius ist von griechisch δαπτω (daptō) = verschlingen abgeleitet. Der bis Ende 2022 allgemein gültige und noch immer weitgehend gebräuchliche alte Gattungsname Phalcoboenus setzt sich aus griechisch φαλκων (phalkōn) = Falke und griechisch βαινω (bainō) = gehen, zusammen und bezieht sich auf die häufige Anwesenheit der Art auf dem Boden. Das Artepitheton ist aus den beiden griechischen Wörtern μεγάλος (megálos) = groß und πτερόν (pteron) = Flügel gebildet, lässt sich also mit „großflügeliger, schreitender Falke“ übersetzen. D. megalopterus wurde Ende 2022 von einigen Autoritäten von Phalcoboenus nach Daptrius verlegt. Allgemein durchgesetzt hat sich diese taxonomische Änderung jedoch noch nicht.
Zwar ist der Bergkarakara in manchen Regionen seines ausgedehnten Verbreitungsgebietes nur selten zu beobachten, in seinen Kernzonen ist er jedoch ein verbreiteter, mancherorts sogar häufiger Vogel. Sein Bestand gilt als stabil, sodass er von BirdLife in keiner Gefährdungskategorie gelistet wird.

## Aussehen

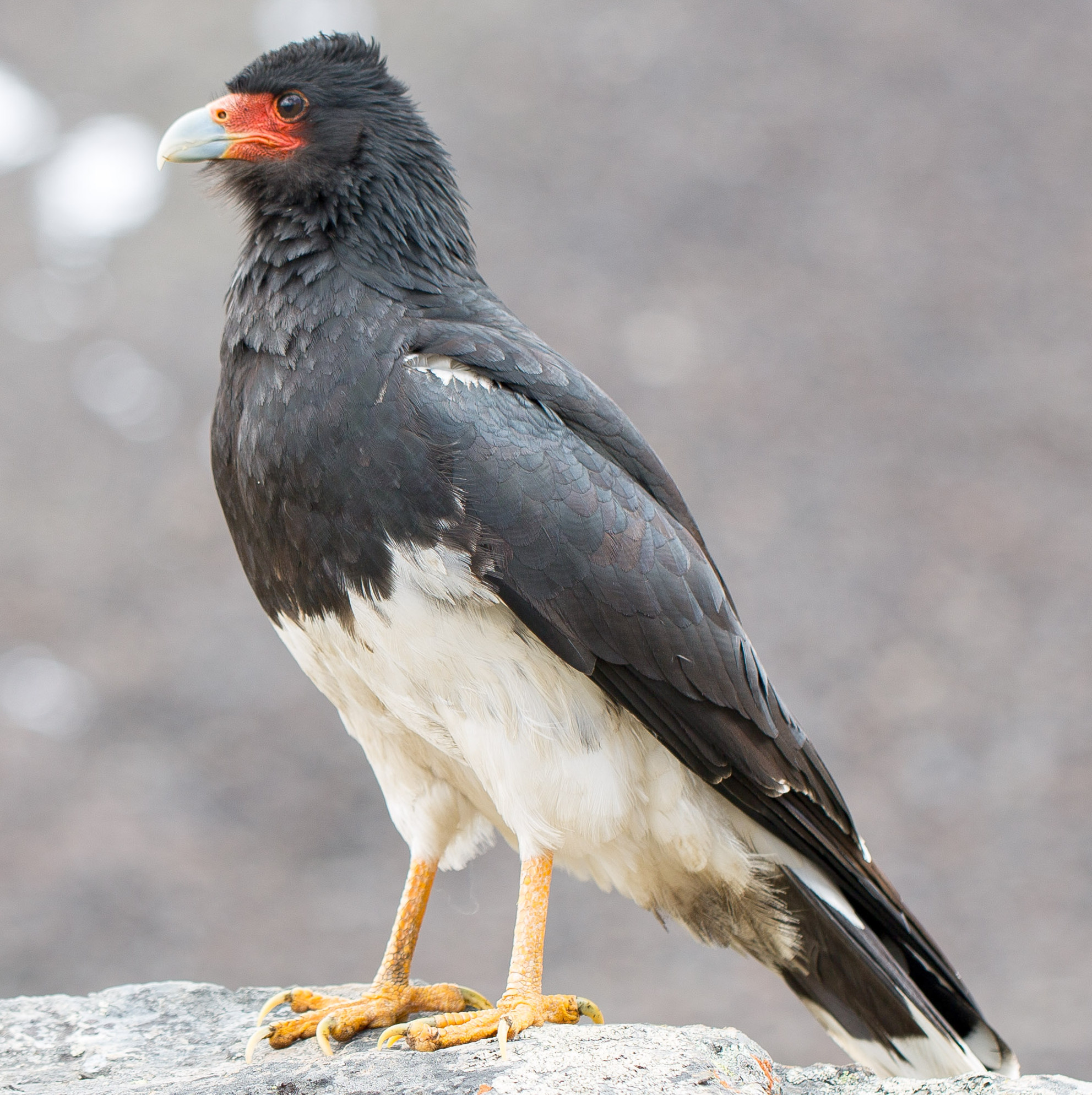
Adulter Bergkarakara

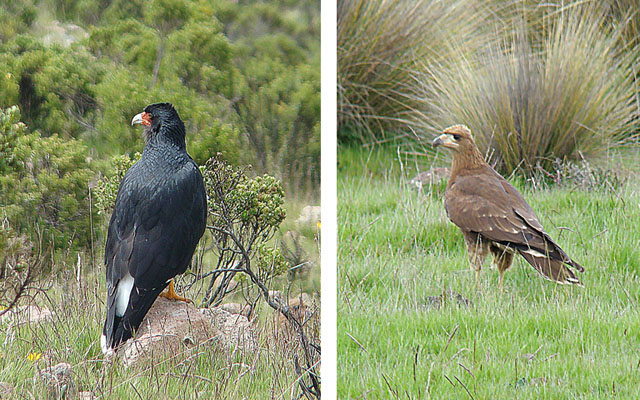
Adulter und immaturer Bergkarakara

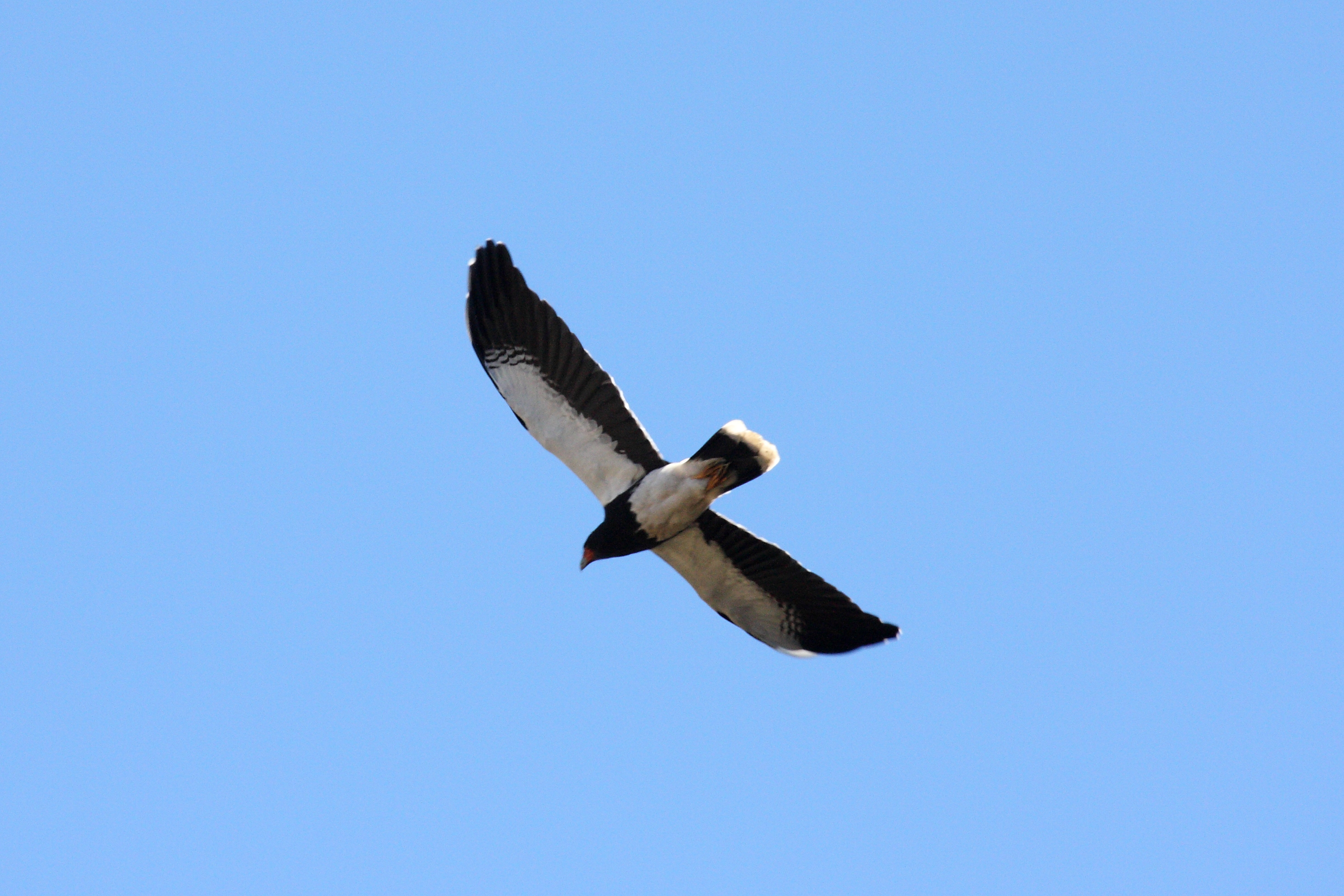
Segelnder, adulter Bergkarakara

Bergkarakaras sind auffällige, schlank und hochbeinig wirkende, in ihrem Verbreitungsgebiet unverwechselbare Vögel. Von den nahe verwandten, an den nördlichen und südlichen Verbreitungsgrenzen sympatrisch vorkommenden Streifenkarakara und Weißkehlkarakara unterscheiden sie sich deutlich in der Verteilung von schwarzen und weißen Gefiederanteilen auf der Körperunterseite. Beim Weißkehlkarakara ist annähernd die gesamte Unterseite weiß, beim Streifenkarakara ist die Unterseite schwarz-weiß längsgestrichelt. Anspruchsvoll ist jedoch die Identifikation von juvenilen Individuen in den nördlichen Kontaktzonen mit juvenilen Streifenkarakaras. Häufig sind Bergkarakaras auf erhobenen Geländeformationen in aufrechter Körperhaltung zu beobachten. Sie fliegen kraftvoll mit schnellen, eher flachen Flügelschlägen und segeln mit annähernd waagrecht ausgerichteten Flügeln; adulte Vögel sind auch im Flug sicher identifizierbar. Ein Färbungsdimorphismus besteht nicht, auch der reverse Gewichtsdimorphismus ist mit maximal 5 % gering, sodass feldornithologisch die Geschlechter nur an ihrem Verhalten zu unterscheiden sind.

### Erwachsenengefieder
Die gesamte Oberseite sowie Kopf, Hals und Brust sind leicht glänzend schwarz und schillern je nach Lichteinfall bläulich oder grünlich. Die Scheitelfedern sind zum Nacken hin etwas verlängert und können leicht aufgestellt werden. Die übrige Unterseite, die Kloakalregion und der Bürzel sind rein weiß. Ebenso weiß sind die bis über das Intertarsalgelenk gefiederten Beine. Der lange, leicht gerundete Schwanz ist auf Ober- und Unterseite in der basalen Hälfte weiß, danach schwarz, und endet in einer auffälligen weißen Endbinde. Die Oberseite der tief gefingerten, langen und relativ schmalen Flügel ist schwarz, nur die Enden einiger Hand- und Armschwingen können leicht weiß getippt sein, wodurch die Flügelspitzen weiß gefleckt erscheinen können. Die Schwingen der Unterseite sind schwarz, die Unterflügeldecken im Bereich der inneren Hand- und der gesamten Armschwingen dagegen weiß: dies erzeugt die scharf kontrastierende schwarz-weiß Zeichnung des Unterflügels und beim sitzenden Vogel einen weißen Flügelrand, der vor allem im Flügelbug deutlich sein kann. Der relativ schwache Schnabel ist hell hornfarben und weist einen deutlichen Blauton auf. Dieses Merkmal ist ein gutes Indiz zur Altersbestimmung, da es sich erst ab dem dritten Lebensjahr langsam ausbildet. Die nackte Augenpartie ist ebenso wie die, den Schnabel fast bis zur Hälfte bedeckende Wachshaut rötlichorange. Die Laufbeine und Zehen sind satt gelb, die Iris ist dunkelbraun.

### Jugendgefieder
Über die Mauserzyklen der Art ist nichts bekannt. Wahrscheinlich aber mausern Jungvögel kurz nach dem Ausfliegen in das erste Jugendgefieder, im zweiten Jahr in das zweite und zeigen im dritten Jahr bis auf wenige braune Federn annähernd das Erwachsenengefieder.
Das erste Jugendgefieder ist einheitlich dunkel graubraun. Im frischen Gefieder können sich eine schwarze Schaftstrichelung und weißliche Tupfen zeigen, die besonders an den Schwingenenden, der Beinbefiederung und auf dem Bauch deutlich sein können. Der Bürzel ist zimtfarben, der Schnabel ist dunkelgrau, die Beine sehr hell bläulich, die Wachshaut ist weißlich. Im Flug sind die zimtfarbenen Basen der Handschwingen meist gut erkennbar. Das 2. Jugendgefieder oder Immaturgefieder unterscheidet sich im Sitzen nicht vom ersten, im Flug sind jedoch bereits die später weißen Unterflügeldecken schwarz-weiß gefleckt. Die Beine und die Wachshaut sind bereits leicht gelblich, der Schnabel ist grau. Im dritten Jahr wechseln Bergkarakaras schließlich in ein Gefieder, das dem Erwachsenengefieder weitgehend gleicht. Vereinzelt können braune Federn (vor allem am Bauch und an den Beinen) sichtbar sein, die Wachshaut und die ungefiederte Augenregion ist eher orange, der nun helle Schnabel kann bereits eine blasse bläuliche Tönung aufweisen. Von juvenilen und immaturen Streifenkarakaras ist die Art nur schwer abzugrenzen; insgesamt ist die Färbung junger Streifenkarakaras etwas dunkler als die juveniler Bergkarakaras; noch dunkler sind juvenile Weißkehlkarakaras.

### Biometrische Daten
Ob, wie es zu erwarten wäre (Bergmannsche Regel), Körpergröße und Gewicht nach Süden hin zunehmen, ist nicht bekannt. Bislang fehlen umfangreiche Vermessungsreihen. Die Größe liegt zwischen 48 und 54 Zentimetern, das Gewicht zweier Vögel mit unbekanntem Geschlecht betrug 780 bzw. 795 Gramm. Die Spannweite beträgt 111 – 125 Zentimeter.

## Vokalisationen
Der Bergkarakara ist akustisch nicht sehr auffällig, er verfügt jedoch über eine Reihe sehr unterschiedlicher Laute. Eine quakende, gereihte Ruffolge, die bei Erregung schneller wird und eine krächzende, gackernde oder kreischende Tonqualität annimmt, scheint zu den Hauptvokalisationen zu gehören. Daneben sind auch lange Reihen, lauter gepresster Rufe zu hören, deren Funktion bislang nicht bekannt ist.

## Verbreitung, Lebensraum und Wanderungen

Gesicherte Brutgebiete des Bergkarakaras. (Südlicher gelegene Vorkommen werden sowohl in Chile als auch in Argentinien angenommen).

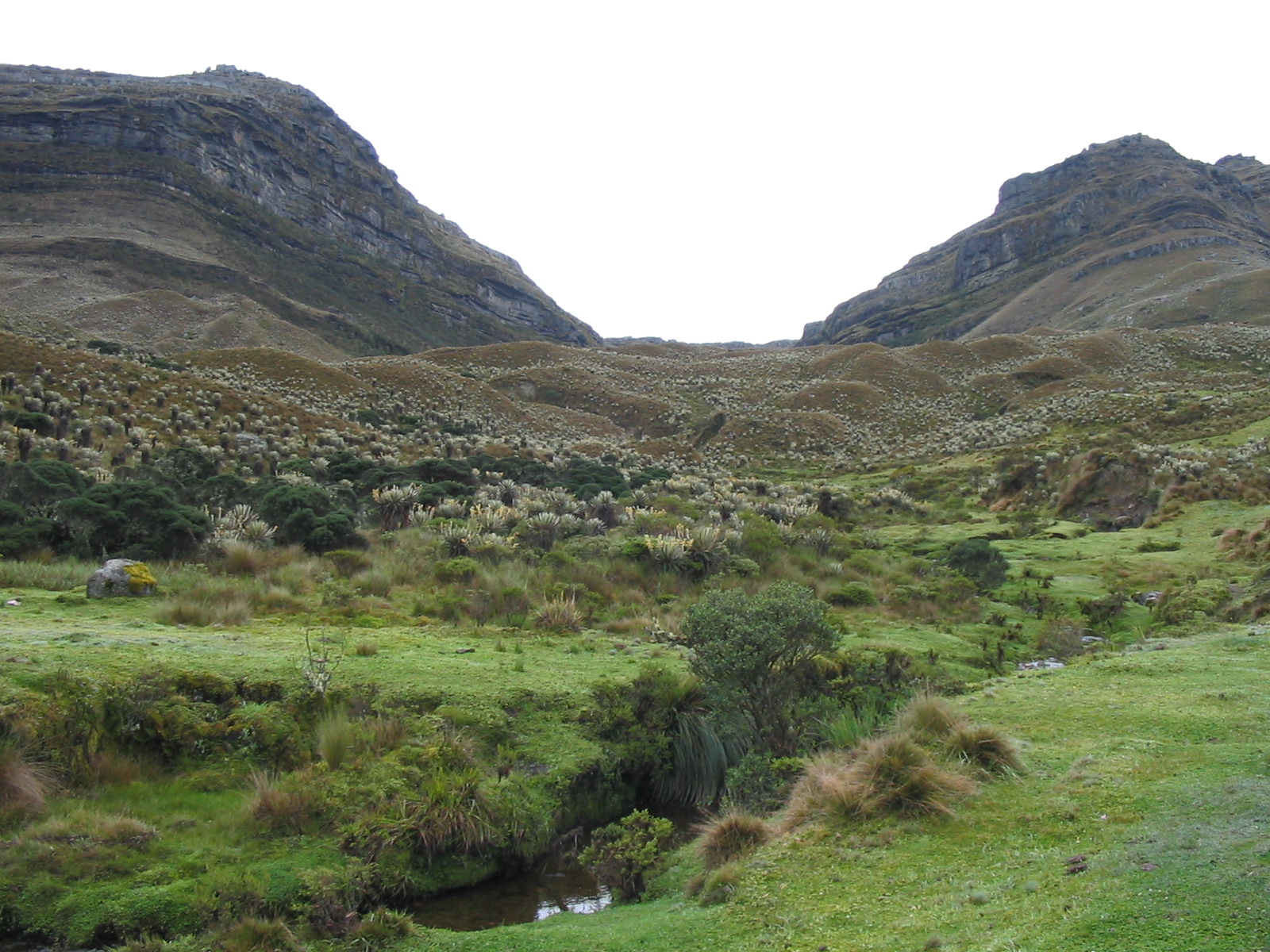
Der Paramo über der Baumgrenze ist Lebensraum der Art

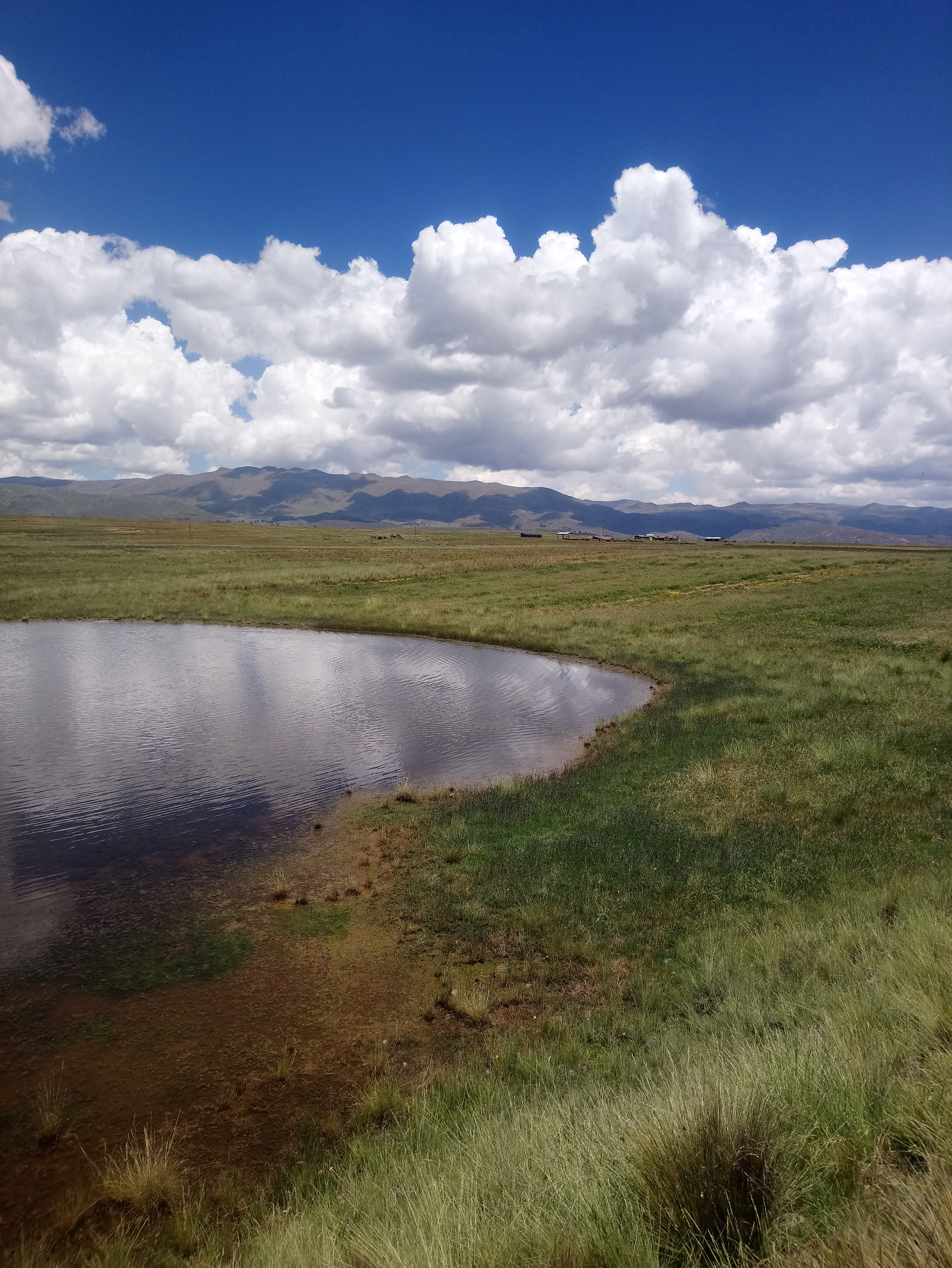
Höhere Bestandsdichten erreicht die Art im Puna-Ökosystem

Bis auf den Gelbkopfkarakara, der auch in Mittelamerika vorkommt, haben alle Vertreter der Gattung Daptrius ihre Brutgebiete in Südamerika, drei von ihnen ausschließlich in der Andenregion. Von diesen hat der Bergkarakara das ausgedehnteste Verbreitungsgebiet, das sich über fast 40 Breitengrade von etwa 4–5° südlicher Breite bis mindestens 41–42° südlicher Breite erstreckt; dies entspricht einer Nord-Süd-Ausdehnung von annähernd 5000 Kilometern. Allerdings ist der Verbreitungskorridor recht schmal: An der breitesten Stelle in der Region Cusco erreicht er etwa 500 Kilometer.

### Verbreitung
Die nördlichsten Vorkommen liegen im südlichsten Ecuador, vornehmlich im Nationalpark Yacurí und im nordöstlich von diesem gelegenen Nationalpark Podocarpus. In ersterem wurden abweichend gefärbte Individuen des Bergkarakaras festgestellt, die auf eine mögliche Hybridisierung mit dem Streifenkarakara hinweisen könnten. Von dort ist die Art in den Andengebieten Perus verbreitet, wo sie stellenweise ihre höchsten Brutdichten erreicht. Südwärts schließen die Vorkommen im Westen Boliviens an. Im Grenzbereich zwischen Bolivien und Chile beziehungsweise zwischen Chile und Argentinien ist das chilenische Territorium in unterschiedlicher Tiefe besiedelt. In Argentinien reichen die gesicherten Brutgebiete von der Provinz Jujuy südwärts bis zur Provinz Neuquén, wahrscheinlich aber noch weiter in den Süden in die Provinzen Río Negro und Chubut. Ob die dort festgestellten, intermediär zwischen Berg- und Weißkehlkarakara gefärbten Vögel als Hybride dieser Arten aufzufassen sind oder ob es sich um Färbungsvariationen handelt, ist nicht abschließend geklärt. In Chile liegt die gesicherte südliche Vorkommensgrenze auf der Höhe von Talca, etwa 150 Kilometer südlich von Santiago de Chile.
Der Bergkarakara ist ein Hochgebirgsvogel. Seine größten Brutdichten erreicht er in Gebieten zwischen 3000 und 5000 Metern Höhe. Die Art wurde jedoch auch in Höhen von an die 7000 Meter über NN beobachtet. Ob er in Höhen wesentlich über 5000 Meter auch als Brutvogel aufscheint, ist nicht bekannt. Gelegentlich kommen Bruten unter 3000 Metern vor, unter 2000 Metern brütet die Art nur ganz vereinzelt im Süden des Verbreitungsgebietes. Nahrungssuchend erscheint D. megalopterus jedoch häufig auch in geringeren Höhen und wurde auch an der Küste des Pazifiks beobachtet.
Zum Raumbedarf der Art gibt es keine Angaben.

### Lebensraum
Sowohl Brut- als auch Nahrungshabitat sind die baumlosen Ökosysteme des feuchten, äquatornahen Páramo und der südlich davon anschließenden, mäßig feuchten bis semiariden Puna. Hier zeigt die Art insofern eine hohe Flexibilität, als sie sowohl agrarisch genutztes Land, vor allem Weideflächen, als auch unbebautes Grasland zu besiedeln vermag. Bevorzugt werden mit Hoch- oder Kurzgräsern bewachsene, teilweise mit Espeletia-Fluren bedeckte, offene, mit Felskliffs, kleinen Wasserläufen oder temporär vernässten Senken durchsetzte, zerklüftete Landschaften. Nahrungssuchend erscheint er auch am Rande von Siedlungen und sucht oft in großen Gruppen auf Mülldeponien nach Nahrung; er steigt bis in die Gletscherregionen auf. Bei sehr schlechten Wetterbedingungen, insbesondere bei starkem Schneefall suchen Bergkarakaras oft mit Polylepisarten bestandene Wälder auf. Ruhe- und Ausschauplätze bieten ihm in das flache Grasland eingestreute Kliffs und andere Felsformationen, häufig aber auch Telegrafenmasten und Weidezäune.

### Wanderungen
Außerhalb der Brutzeit streifen Bergkarakaras weiträumig umher, regelmäßige Wanderbewegungen sind jedoch nicht bekannt. Bei sehr schlechter Witterung scheinen vertikale Wanderbewegungen regelmäßig stattzufinden.

## Nahrung und Nahrungserwerb

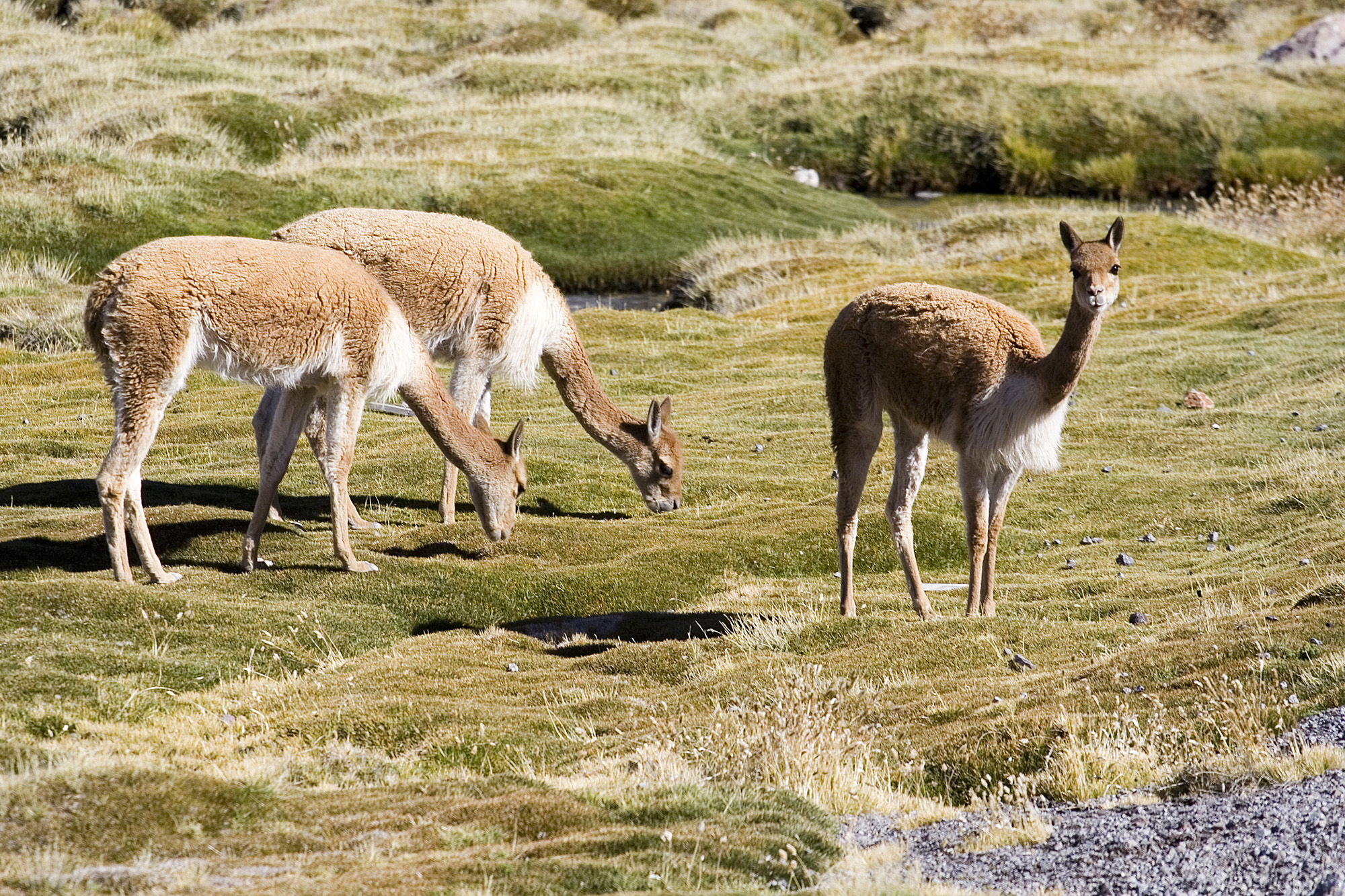
Verendete Vikunjas und andere Neuweltkamele sind mancherorts die wesentlichste Nahrungsquelle

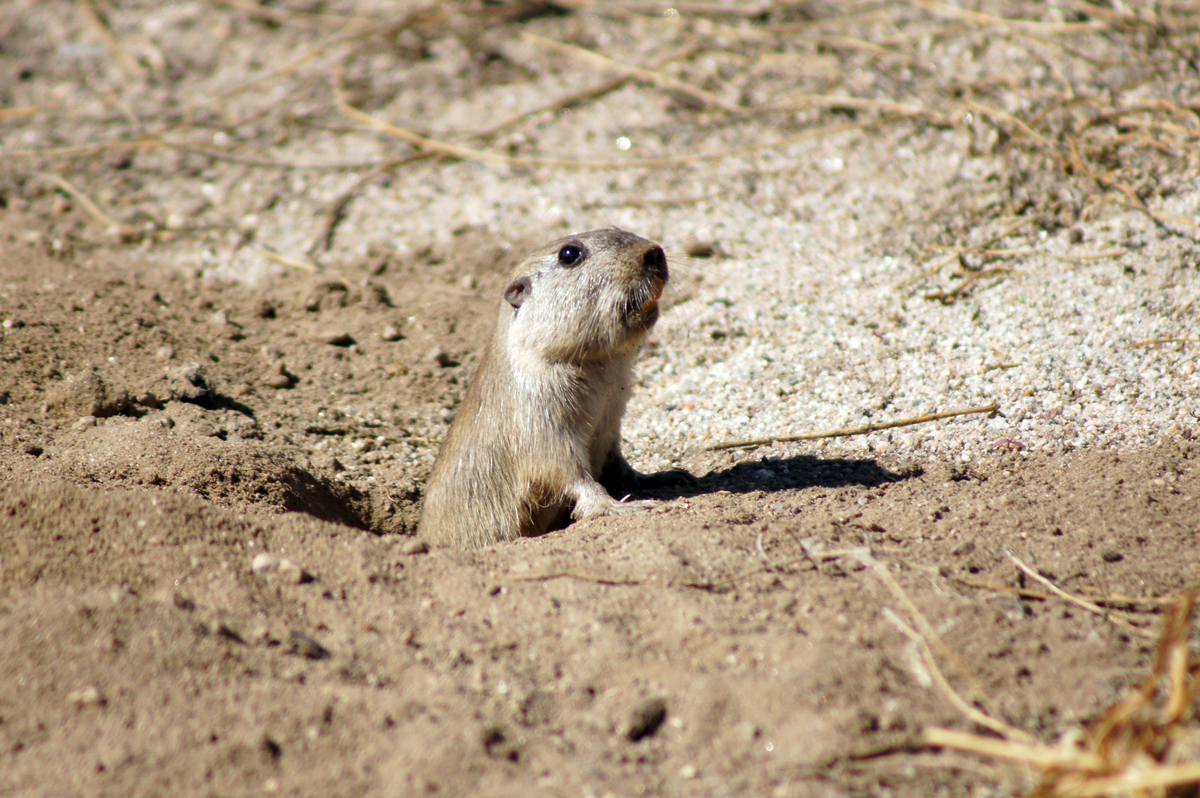
Auch Kammratten können regional wichtige Beutetiere sein

Bergkarakaras sind Nahrungsgeneralisten und haben demzufolge ein sehr breites Nahrungsspektrum. Wie viele andere Angaben zu biologischen Details dieser Art fehlen bis auf zwei regionale Arbeiten saisonale und globale Untersuchungen zur Nahrungszusammensetzung. Nach Ferguson-Lees ernährt sich die Art von großen Insekten und anderen Wirbellosen wie zum Beispiel Würmern, von kleinen Nagetieren, von Eiern und Nestlingen von Vögeln, von organischen Abfällen und von Aas vornehmlich großer Säugetiere wie Lamas, Guanakos und Vikunjas. Von den beiden Untersuchungen stammt eine aus einer Puna-Region im südlichen Mittelchile, die andere aus unterschiedlichen, weitgehend ungestörten Puna-Gebieten in Nordwest-Argentinien. Während die chilenische Untersuchung über 90 % Insekten in den Nahrungsresten feststellte, bildete Aas von Vikunjas und Guanakos mit bis zu 83 % (Schwankungsbreite in den vier untersuchten Gebieten 65 % – 83%) der konsumierten Nahrung die wesentlichste Energiequelle; den Rest bildeten Kammratten und andere Nagetiere (relativ häufig Blattohrmäuse), Vögel, Käfer und Reptilien. Zunehmend wichtig scheinen Schlachtabfälle und organische Abfälle auf Mülldeponien zu werden.
Über die Jagdstrategien ist nur bekannt, dass viele Beutetiere am Boden gesucht und erbeutet werden. Durch stampfende und scharrende Bewegungen versuchen Bergkarakaras Beutetiere aufzuscheuchen oder freizulegen und verfolgen sie wenn nötig laufend oder flughopsend. Sie wurden dabei beobachtet, wie sie gemeinschaftlich (drei Individuen) Steine umwälzten, um an die darunter versteckten Würmer zu gelangen. Ein ähnliches Verhalten ist vom Schopfkarakara bekannt. Aus Bolivien ist bekannt, dass sie Fahrzeugen folgen, um an weggeworfene Jausenreste zu gelangen. Entlang von Straßen suchen sie häufig nach totgefahrenen Tieren und auf Mülldeponien versammeln sich oft sehr große Scharen (100 Individuen und mehr) und suchen dort nach Fressbaren. Auch auf frisch gepflügten Feldern sind oft große Ansammlungen zu sehen. Ob Bergkarakaras wie Neuweltgeier durch Flugkreisen Kadaver aufspüren oder durch Beobachten anderer Aasfresser, ist bisher nicht bekannt.

## Brutbiologie
Die Brutbiologie der Art ist noch völlig unzureichend erforscht. Es fehlen alle Angaben zur Territorialität, zur Paarbindung, zur Brut- und Nestlingszeit und zum Bruterfolg.
Bekannt ist nur, dass zur Paarbindung offenbar Ausdrucksflüge und hohes Aufwindkreisen über dem Brutgebiet gehören. Das Nest besteht oft nur aus lose zusammengescharrten Materialien, kann aber auch eine zwar unordentlich aussehende, aber doch relativ solide Konstruktion aus Zweigen und Ästen sein, die innen und außen mit Schafwolle oder der Wolle von Neuweltkamelen ausgekleidet ist. Neststandorte sind – im Idealfall überdeckte – Vorsprünge auf Kliffs oder Halbhöhlen in Felsformationen. Gelegentlich wurden auch Nester in Telegraphenmasten festgestellt. Die Brutzeit beginnt im Oktober in den nördlichen Brutgebieten und scheint von Nord nach Süd verlaufend bis März und April anzudauern. Das Gelege dürfte in der Regel aus zwei Eiern bestehen, in Ausnahmefällen auch aus drei. Über Art und Zeitpunkt der Dismigration fehlen genaue Erkenntnisse, doch bestehen Indizien für eine verlängerte Führungszeit, da gelegentlich Gruppen von Altvögeln mit Jungvögeln (juvenile und auch immature) angetroffen wurden; es ist jedoch unklar, ob dies Familiengruppen waren.

## Systematik
Daptrius megalopterus wurde 1834 von Franz Julius Ferdinand Meyen erstbeschrieben; Meyen brachte den Balg von der 2. Weltumseglung der Princess Louise vom September 1830 bis April 1832 mit und vergab das Binomen Aquila megaloptera für die neue Art. Als Fundort nennt er die höchsten Regionen der Anden in Chile. Ein Jahr später etabliert Alcide Dessalines d’Orbigny (d’Orbigny kannte Meyens Bericht offenbar noch nicht) die Gattung Phalcoboenus innerhalb der Familie Caracidae und stellt den Bergkarakara als Phalcoboenus montanus in diese Gattung. In seiner umfangreichen, genauen und treffenden Beschreibung der Art führt er auch an, dass diese von den Spaniern dominico genannt wird, was auf die schwarz-weiße Färbung des Bergkarakaras hinweist, die an das Aussehen der Kutten der Dominikaner erinnert. Wieder ein Jahr später, 1837, beschreibt John Gould einen wohl immaturen Weißkehlkarakara als Polyborus albogularis. Als Synonym nennt er Phalcoboenus. Er betont, dass er sich nicht sicher sei, ob Polyborus albogularis nicht als Unterart von Phalcoboenus montanus d'Orbigny (sic), zu betrachten sei. Damit nimmt er die vereinzelt auch heute noch vertretene Ansicht voraus, dass der Weißkehlkarakara eine Unterart des Bergkarakaras sei. Auch Gould scheint Meyens Bericht nicht gekannt zu haben. Die dritte Art der als Superspezies verstandenen Gruppe, der Streifenkarakara, wurde erst 1853 von Des Murs beschrieben.
Seit der Erstbeschreibung wurde Daptrius megalopterus verschiedenen Gattungen (Polyborus, Ibycter u. a., vor allem und bis Ende 2022 allgemein gültig Phalcoboenus) zugeordnet. Nachdem sich Phalcoboenus etablieren konnte, blieb es lange Zeit eine Streitfrage, ob der Gattung zwei oder vier Arten zuzuordnen sind, nämlich P. megalopterus mit 3 Unterarten, sowie die verwandtschaftlich etwas entferntere Art P. australis. Dean Amadon schlug 1964 die Splittung der Superspezies in drei selbständige Arten vor, eine Ansicht, die sich nach und nach durchgesetzt hat und der bis Ende 2022 die wesentlichsten taxonomischen Autoritäten folgten. Molekulargenetische Untersuchungen ergaben eine sehr geringe Differenz zu anderen Arten der Karakaras. Zudem ergaben die Untersuchungen, dass die Gattung Milvago paraphyletisch ist, da Milvago chimango offenbar die Schwesterart von Phalcoboenus carunculatus darstellt. Um dieses Paraphylum aufzulösen, boten die Autoren einige Lösungsmöglichkeiten an. Das HBW wählte Ende 2022 jene (von Fuchs et al. nicht bevorzugte) Lösung, die Gattungen Phalcoboenus und Milvago zur Gänze aufzulösen und ihre sechs Vertreter in die 1816 von Louis Pierre Vieillot aufgestellte, bisher monotypische Gattung Daptrius zu stellen. Die AOU und andere Autoritäten sind dieser Einschätzung bislang nicht gefolgt. Schließlich wird die Ansicht, ob D. megalopterus und D. albugularis als „gute“ Arten zu betrachten sind, auch davon abhängen, ob sich die angenommenen Mischbruten an den südlichen Verbreitungsgrenzen bestätigen. Die genetische Distanz zwischen den Schwesterarten Bergkarakara und Weißkehlkarakara ist jedenfalls sehr gering. Dagegen halten Fuchs et al. die Möglichkeit von erfolgreichen Mischbruten zwischen Streifenkarakara und Bergkarakara für sehr unwahrscheinlich, obwohl auch der Streifenkarakara dem zuvor erwähnten Schwesternpaar sehr nahe steht.

## Bestand und Bedrohung
Das von BirdLife auf über 2 Mio. km² geschätzte Verbreitungsgebiet der Art liegt fast zur Gänze in bislang durch menschliche Aktivitäten weitgehend ungestörten Gebieten. Die Populationsentwicklung scheint bislang stabil zu sein, besondere Gefährdungen sind nicht bekannt. Ferguson-Lees vermutet, dass sich der Gesamtbestand in den hohen Hunderttausendern bewegt. Genaue quantitative Angaben fehlen jedoch und auch der globale Populationstrend ist unerforscht. Die Art gilt jedoch als allgemein verbreitet und ist in manchen Gebieten häufig; sie wird demnach von BirdLife mit LC = Least Concern / kein Anlass zur Sorge bewertet. Wie sich Klimaveränderungen, zunehmende touristische Erschließung des Lebensraumes, die Errichtung von Windparks und neuen Verkehrswegen auf den Bestand auswirken werden, bleibt abzuwarten.